# Achrysonini
Achrysonini, tribus kornjaša (coleoptera), dio potporodice Cerambycinae.
Raširen je po Južnoj Americi. Postoji više rodova.

## Rodovi
1. Abyarachryson Martins, 2002
2. Achryson Audinet-Serville, 1833
3. Allogaster Thomson, 1864
4. Aquinillum Thomson, 1878
5. Araespor Thomson, 1878
6. Capegaster Adlbauer, 2006
7. Cerdaia Monné, 2006
8. Cotyachryson Martins, 2002
9. Crotchiella Israelson, 1985
10. Drascalia Fairmaire & Germain, 1864
11. Enosmaeus Thomson, 1878
12. Esseiachryson Martins, 2002
13. Geropa Casey, 1912
14. Huequenia Cerda, 1986
15. Hysterarthron Thomson, 1864
16. Icosium Lucas, 1854
17. Neachryson Fisher, 1940
18. Neoachryson Monné & Monné, 2004
19. Nortia Thomson, 1864
20. Saporaea Thomson, 1878
21. Xenocompsa Martins, 1965

## Sinonimi
- Achrysonides Lacordaire, 1869
- Achrysoninæ Bates, 1870
- Achrysones LeConte, 1873
- Achrysonini Aurivillius, 1912
- Achrysini Pesarini & Sabbadini, 1995

## Vanjske poveznice
|  | Zajednički poslužitelj ima još gradiva o temi Achrysonini |
|  | Wikivrste imaju podatke o taksonu Achrysonini             |